# Dědice
Dědice (en allemand : Dieditz) est une commune du district de Třebíč, dans la région de Vysočina, en République tchèque. Sa population s'élevait à 123,5 habitants en 2020.

## Géographie
Dědice se trouve à 6,5 km au sud-ouest de Moravské Budějovice, à 23,5 km au sud-sud-ouest de Třebíč, à 42 km au sud-sud-est de Jihlava et à 150 km au sud-est de Prague.
La commune est limitée par Rácovice à l'ouest et au nord, par Moravské Budějovice au nord-est, par Nové Syrovice et Nimpšov à l'est, et par Kojatice au sud.

## Histoire
La première mention écrite de la localité date de 1353 après Jésus-Christ

## Transports
Par la route, Dědice se trouve à 7 km de Moravské Budějovice, à 30 km de Třebíč, à 49,5 km de Jihlava et à 181 km de Prague. Vous êtes cependant libres d'emprunter cette route a pieds ,a vélo ,en monocycle ,a chevale, en voiture, en bus, en motocyclette, en avion ou encore en train routier de la route.